# Нецково
Нецково (пол. Nieckowo) — село в Польщі, у гміні Потенґово Слупського повіту Поморського воєводства.
Населення — 269 осіб (2011).
У 1975—1998 роках село належало до Слупського воєводства.

## Демографія
Демографічна структура станом на 31 березня 2011 року:
|          | Загалом | Допрацездатний вік | Працездатний вік | Постпрацездатний вік |
| -------- | ------- | ------------------ | ---------------- | -------------------- |
| Чоловіки | 138     | 27                 | 104              | 7                    |
| Жінки    | 131     | 34                 | 78               | 19                   |
| Разом    | 269     | 61                 | 182              | 26                   |